# J.-F. Louis Merlet
J.-F. Louis Merlet, né le 22 avril 1878 à Bordeaux et mort à Gujan-Mestras le 21 mars 1942, est un journaliste, poète et romancier français du XXe siècle.

## Biographie
Jean-François-Louis Merlet ou J.-F. Louis Merlet, également connu sous les pseudonymes de L.M. Freneuse, Henri Harvey, Macouria et Jérôme de Valmondois, né le 22 avril 1878 à Bordeaux, est le fils de Henri Merlet, employé à la mairie de Bordeaux et de Marie Suzanne Baqué.
Engagé volontaire pour 4 ans dans l'armée en mai 1896, il est incorporé au 142e régiment d'infanterie et rapidement réformé à Montpellier pour « endo-péricardie chronique et rhumatismes », en août de la même année. Mobilisé en octobre 1914, il est renvoyé dans ses foyers en mars 1915 pour obésité et emphysème, puis rappelé en octobre 1915 et affecté aux services auxiliaires de différents régiments jusqu'à la fin de la Première Guerre mondiale.
Son acte de décès fait état de 3 mariages, il épouse :
- Jeanne Rose Marie Bonnet (née en 1876 à Ruffec) le 1er septembre 1900 à Bordeaux et divorce par jugement du 1er décembre 1909)[4]. Lors de son premier mariage, il est employé à la mairie de Bordeau et exempté du service militaire.
- la danseuse exotique américaine Edith Langerfeldt, qui se produit comme La Sylphe[5], le 12 septembre 1910 à Sèvres (mariage dissous par jugement du 28 janvier 1918[6]). Parmi les témoins on trouve le critique littéraire Emile Magne et le romancier Pierre Valdagne[7].
- Jane Adèle Françoise Joséphine Fazuilhé (née à Castelnaudary en 1885) le 14 juin 1920 à Toulouse[8].

Il écrit Noël aux armées, poème dit au théâtre des Variétés de Toulouse en 1914. Il est directeur de la revue Propos, secrétaire de rédaction des éditions Floréal et fonde une galerie d'art à Toulouse en 1918. Dans Floréal, il écrit en 1922 un texte sur Albrecht Dürer sous le pseudonyme Jérôme de Valmondois à côté de textes sous son vrai nom.
Aventurier, Jean-François-Louis Merlet devient un des princes du grand reportage du début XXe siècle. Il écrit des enquêtes et articles sur les pays d'Europe, d'Afrique ou d'Amérique du Sud, qu'il a visités pour la presse nationale et régionale, comme Grandes enquêtes, La Volonté, La France de Bordeaux et du Sud-Ouest, Le Petit Niçois, Les Dernières nouvelles de Strasbourg. Un temps secrétaire du député de Guyane, Jean Galmot (1879-1928), son nom est associé à l'affaire Stavisky. Il est l'auteur de plusieurs livres sur les conditions de vie des forçats dans les bagnes et notamment celui de Cayenne en Guyane : Vingt Forçats (1925), Au bout du monde. Drames et misères du bagne (1928), Roman d'un forçat (1932) et L'Or et les forçats (1935).
Il est nommé chevalier de la Légion d'honneur en 1925, avec cette citation : « a, depuis trente ans, par ses conférences, ses travaux littéraires et ses campagnes de presse, activement contribué au mouvement en faveur de la protection du travail et de la lutte contre les fléaux sociaux. Homme de lettres particulièrement distingué ».
En 1932, dans Si la presse voulait ! essai sur la paix, J.-F.-Louis Merlet et Gaston Delon, proposent que la presse utilise son immense pouvoir d’influence pour promouvoir la paix dans le monde, en diffusant des messages positifs et en dénonçant les horreurs de la guerre.
J.-F. Louis Merlet « succombe d'un mal lent et terriblement cruel » à Gujan-Mestras le 21 mars 1942.

## Œuvres principales
- Le dernier baiser, 1900[17]
- Le Contre-Maître, pièce sociale en 2 actes, 1902[18]
- Auguste Lepère, peintre et graveur, 1908[19]
- La chanson des mendiants, préface de Émile Verhaeren, 1911[20]
- Nitokris : légende de l'ancienne Égypte, 1911[21]
- Le marchand de masques, drame lyrique en deux actes, écrit avec Thomas Salignac, 1914[22]
- Si la presse voulait ! essai sur la paix, écrit avec Gaston Delon, 1932[14]

## Distinctions
- Chevalier de l'ordre du Mérite agricole, février 1913[23]
- Chevalier de l'ordre des Palmes académiques, Officier d'académie, juillet 1914[24]
- Officier de l'ordre du Mérite agricole, mars 1925
- Chevalier de la Légion d'honneur, décret du 23 décembre 1925[13]